# VY Canis Majoris
VY Canis Majoris (VY CMa) es una estrella hipergigante roja, localizada en la constelación de Canis Major. Es una de las estrellas conocidas más grandes y luminosas. En su momento fue la mayor estrella conocida, aunque luego se descubrieron otras estrellas de mayor tamaño. En la actualidad la estrella más grande conocida es NML Cygni (aunque posiblemente WOH G64).

## Características

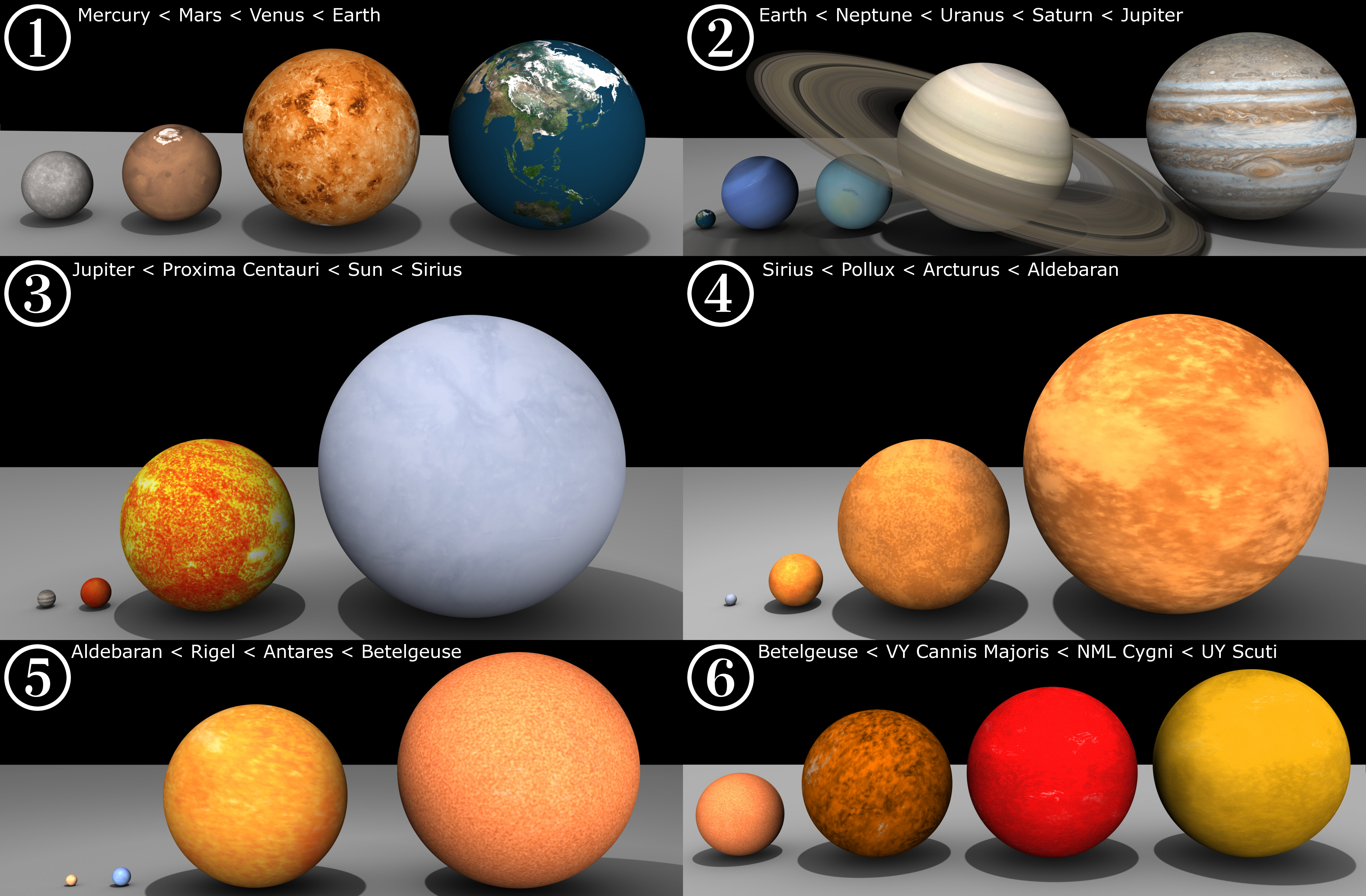
Los tamaños relativos de los planetas en el sistema solar y varias estrellas, incluyendo Betelgeuse
1. Mercurio < Marte < Venus < Tierra
2. Tierra < Neptuno < Urano < Saturno < Júpiter
3. Júpiter < Próxima Centauri < Sol < Sirio
4. Sirio < Pólux < Arturo < Aldebarán
5. Aldebarán < Rigel < Antares < Betelgeuse
6. Betelgeuse < VY CMa < NML Cyg < UY Sct.

Hay dos opiniones diferentes en relación con VY CMa. Una de ellas (según estudios de un equipo de astrónomos liderado por Roberta Humphreys pertenecientes a la Universidad de Minnesota, y que la han estudiado a través del telescopio espacial Hubble y el observatorio W.M. Keula en Hawái) es que la estrella es una enorme y luminosa hipergigante roja, que inicialmente se ha supuesto con un radio entre 1800 y 2200 radios solares —en cuyo caso su superficie se extendería, si se la ubicara en el lugar del Sol, más allá de la órbita de Saturno—, existiendo estimaciones anteriores de su diámetro que la consideran aún más grande, con un radio de 19 unidades astronómicas, lo que equivale a 3000 radios solares, muy por encima del radio máximo que según los modelos puede tener una estrella supergigante roja. La otra (con base en los estudios de Massey, Levesque y Plez), es que la estrella es una supergigante normal, con un radio estimado de 600 radios solares.

Comparación entre los tamaños del Sol y VY Canis Majoris.

Las últimas mediciones sugieren que su radio es 1420 ± 120 veces el del Sol (es decir, similar al de otras hipergigantes rojas como Mu Cephei o V354 Cephei y dentro de lo que las teorías de evolución estelar predicen). Su luminosidad (asumiendo un radio de 1420 veces el del Sol) es aproximadamente 300 000 veces superior a la de nuestra estrella.

## Nebulosa circunestelar
Los estudios de VY Canis Majoris son complicados, ya que la estrella se ha desprendido ya de una buena parte de su atmósfera, creando a su alrededor una capa que contiene polvo y aproximadamente el doble de oxígeno que de carbono y que ha sido estudiada en detalle por el telescopio espacial Hubble, mostrando diversos arcos que han sido interpretados como producidos por violentas erupciones solares. Dicha nebulosa la oculta, de modo que no es posible ver directamente su fotosfera y lo que en realidad se observa es luz reflejada y reemitida por los granos de polvo existentes en las capas de material expulsadas por ella.
La presencia de dicha nebulosa y sus similitudes con la que rodea a la hipergigante amarilla IRC+10420 han llevado a algunos autores a suponer que VY Canis Majoris está evolucionando para convertirse en un astro similar al comentado, y de ahí en una estrella variable luminosa azul, y luego, tal vez en una estrella Wolf-Rayet antes de estallar finalmente como supernova; se ha calculado que esta estrella inició su vida como una estrella de clasificación espectral O y una masa de 25 masas solares.
Durante un tiempo se pensó que esta estrella sería un sistema estelar múltiple (de hecho, la estrella aparece en varios catálogos de estrellas dobles y múltiples), pero aunque se haya podido comprobar que las presuntas «compañeras» son en realidad condensaciones en la mencionada nebulosa y no estrellas reales, algunos autores consideran que quizás exista una compañera auténtica, con un período de rotación alrededor de VY Canis Majoris de varios miles de años.

## Distancia
Habitualmente se ha asumido para VY Canis Majoris una distancia al Sol de 1,5 kilopársecs (4900 años luz) con base a su posible asociación con una nube molecular cercana y al también vecino cúmulo abierto NGC 2362; sin embargo, mediciones más recientes con ayuda del VLBI dan una distancia menor, de entre 1,14 y 1,2 kilopársecs; los diámetros y luminosidades dados arriba asumen esta última distancia.